# Gonia
Gonia är ett släkte av tvåvingar. Gonia ingår i familjen parasitflugor.

## Bildgalleri

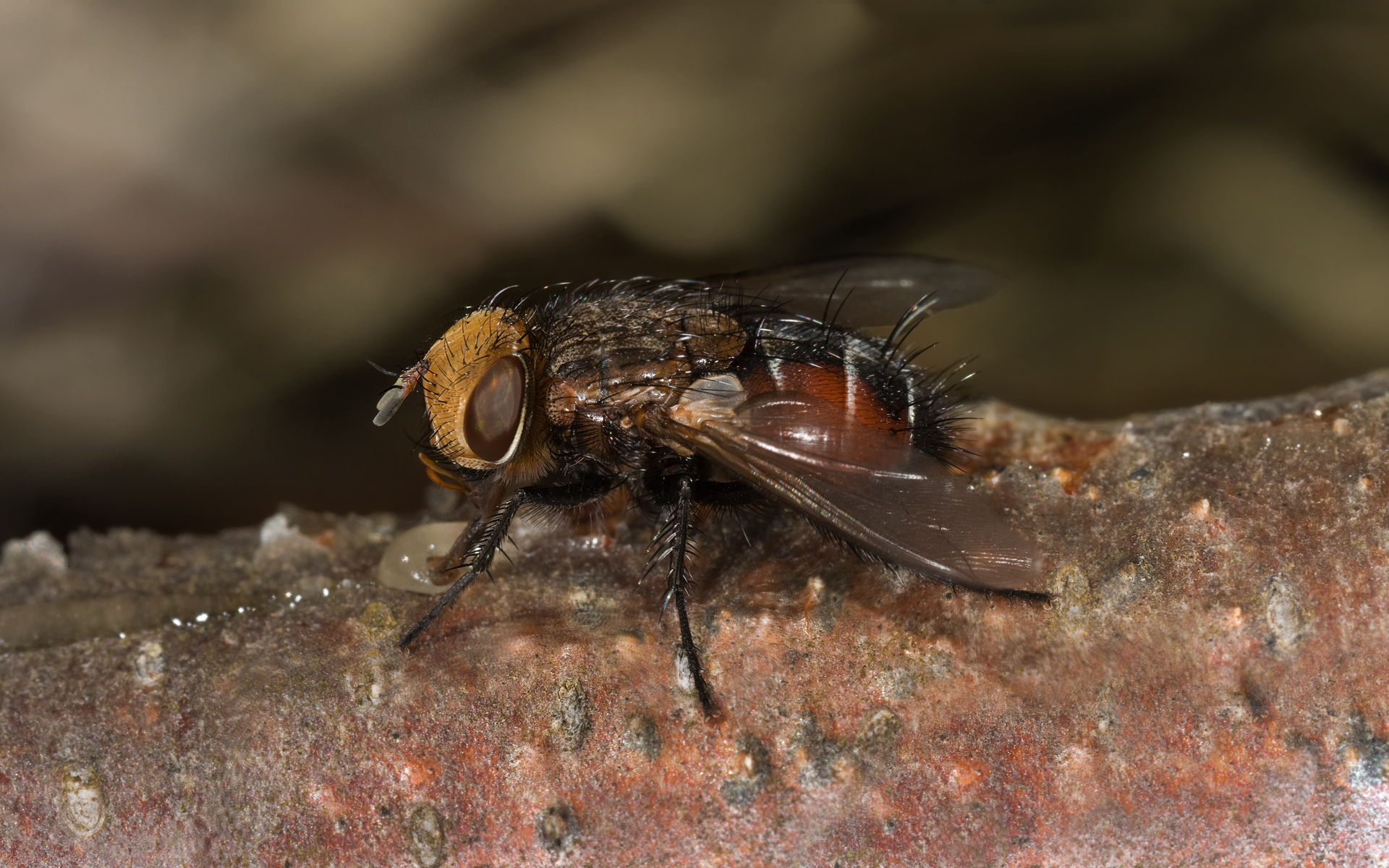
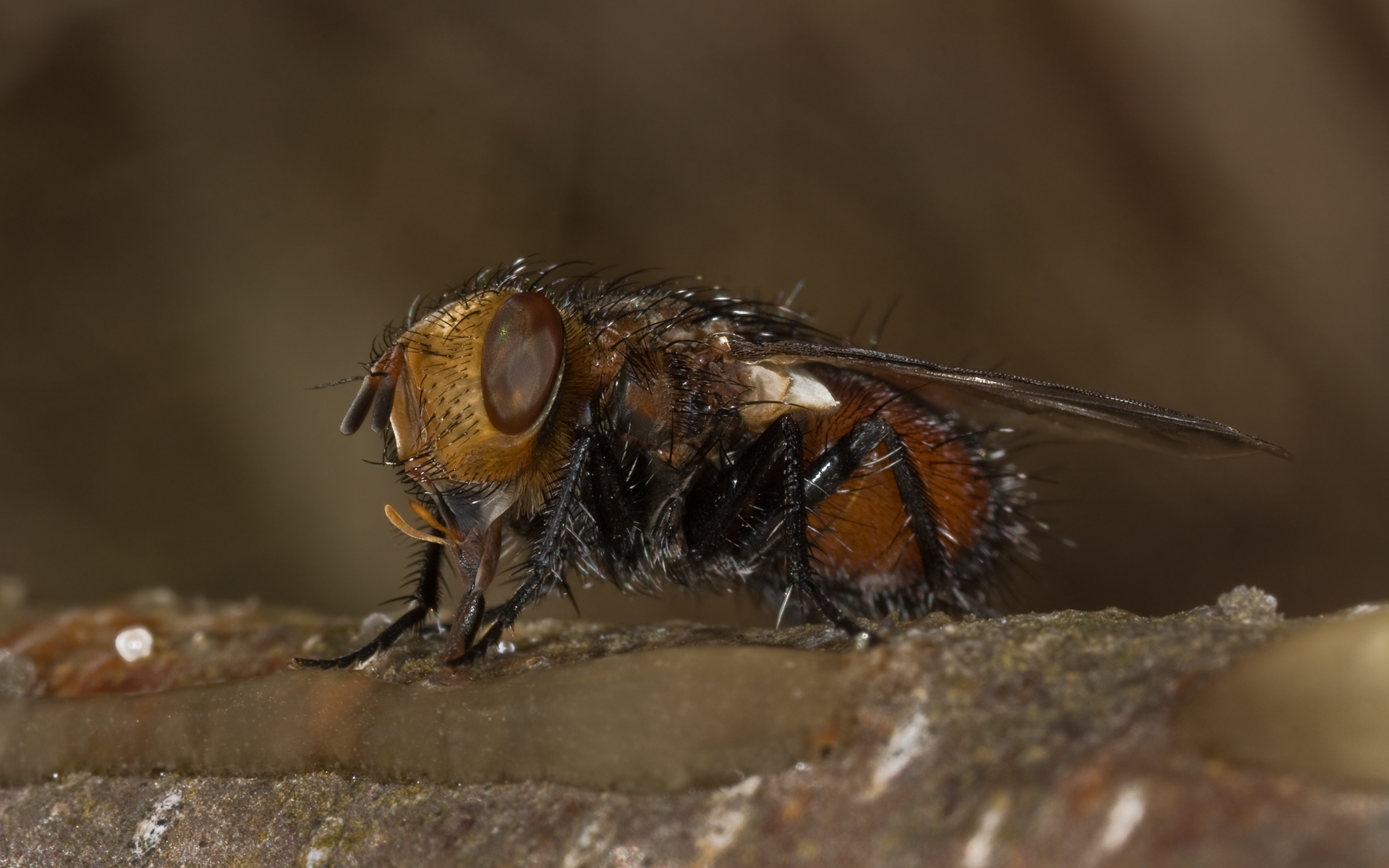
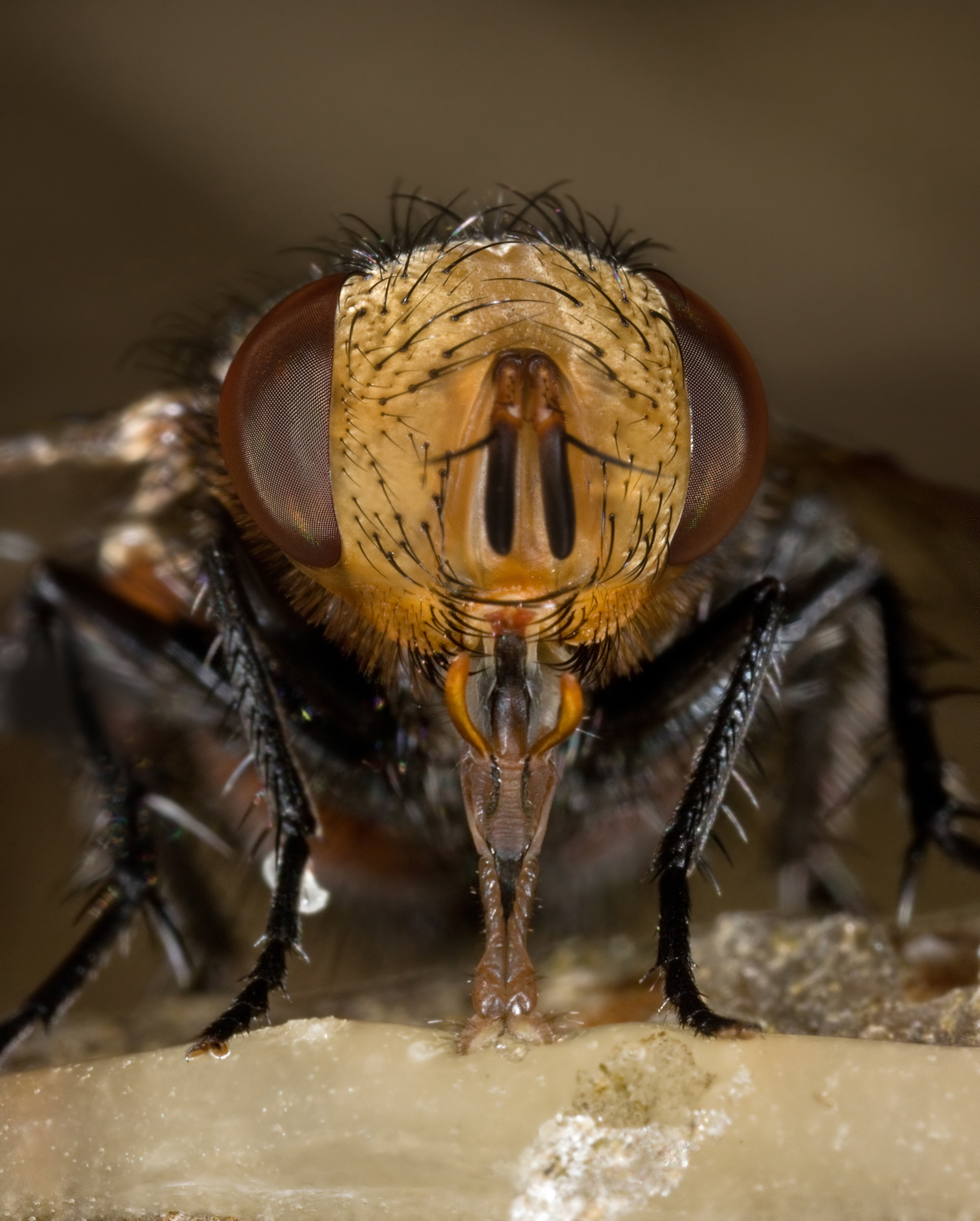
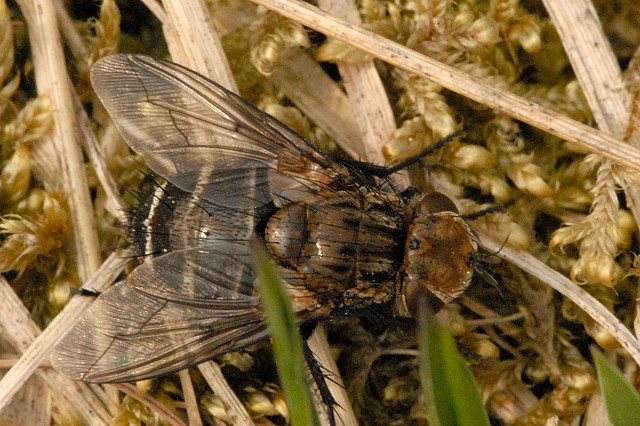
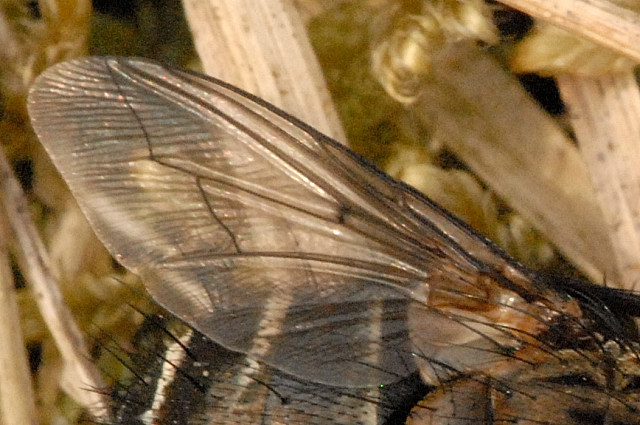
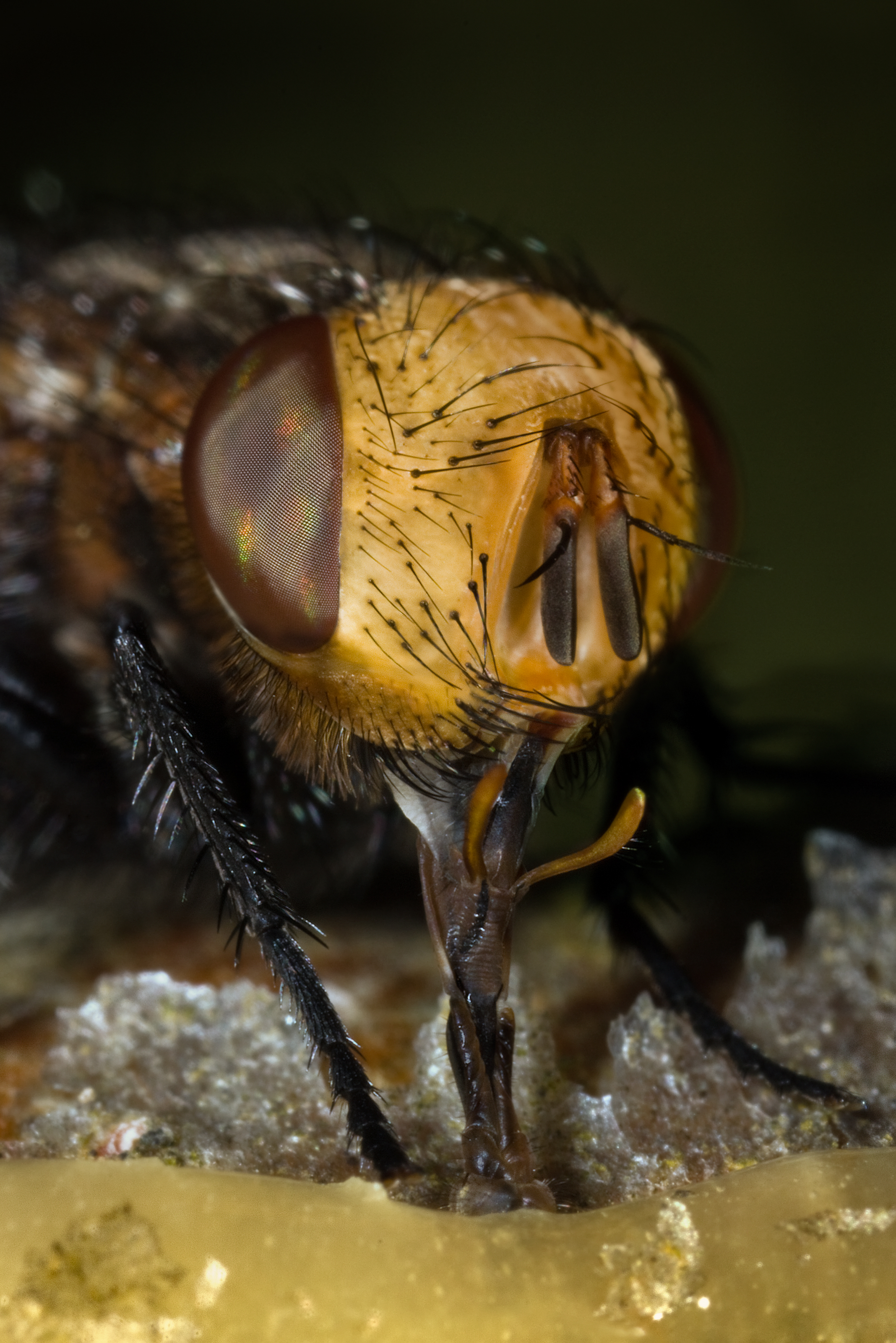

## Dottertaxa tillGonia, i alfabetisk ordning[1][2]
- Gonia albagenae
- Gonia aldrichi
- Gonia alpina
- Gonia asiatica
- Gonia aterrima
- Gonia atra
- Gonia atrata
- Gonia aturgida
- Gonia auriceps
- Gonia bicincta
- Gonia bimaculata
- Gonia blondeli
- Gonia breviforceps
- Gonia brevipulvilli
- Gonia capitata
- Gonia carinata
- Gonia chilonis
- Gonia contumax
- Gonia crassicornis
- Gonia desertorum
- Gonia distincta
- Gonia distinguenda
- Gonia divisa
- Gonia fasciventris
- Gonia foersteri
- Gonia frontosa
- Gonia fulva
- Gonia fuscicollis
- Gonia genei
- Gonia gutrata
- Gonia insueta
- Gonia kolomyetzi
- Gonia lineata
- Gonia longiforceps
- Gonia longipulvilli
- Gonia lusitanica
- Gonia macronychia
- Gonia maculipennis
- Gonia melanura
- Gonia mexicana
- Gonia microcera
- Gonia nana
- Gonia nanshanica
- Gonia nigra
- Gonia occidentalis
- Gonia olgae
- Gonia olivieri
- Gonia ornata
- Gonia pacifica
- Gonia pallens
- Gonia peruviana
- Gonia picea
- Gonia pilosa
- Gonia porca
- Gonia puncticornis
- Gonia quadriseta
- Gonia reinhardi
- Gonia robusta
- Gonia rubiventris
- Gonia sagax
- Gonia secunda
- Gonia senilis
- Gonia sequax
- Gonia setifacies
- Gonia setigera
- Gonia sicula
- Gonia simillima
- Gonia simplex
- Gonia smithi
- Gonia tessellata
- Gonia texensis
- Gonia turgida
- Gonia turkestanica
- Gonia umbipennis
- Gonia ussuriensis
- Gonia vacua
- Gonia virescens
- Gonia zimini